# Grand'Landes
Grand'Landes ([gʁɑ̃.lɑ̃d]) est une commune française située dans le département de la Vendée, en région Pays de la Loire.
Ses habitants sont les Grand'Landais et les Grand'Landaises.

## Géographie
Grand'Landes se situe dans le nord-ouest de la Vendée, limitrophe de la Loire-Atlantique, dans la région Pays de la Loire.
Le territoire municipal s'étend sur 2 032 hectares. L'altitude moyenne de la commune est de 56 mètres, avec des niveaux fluctuant entre 20 et 71 mètres,.
|                       | Touvois et Legé (Loire-Atlantique) |                       |
| Falleron              | Grand'Landes                       | Saint-Étienne-du-Bois |
| Saint-Paul-Mont-Penit |                                    |                       |

### Climat
Pour des articles plus généraux, voir Climat des Pays de la Loire et Climat de la Vendée.
En 2010, le climat de la commune est de type climat océanique franc, selon une étude du CNRS s'appuyant sur une série de données couvrant la période 1971-2000. En 2020, Météo-France publie une typologie des climats de la France métropolitaine dans laquelle la commune est exposée à un climat océanique et est dans la région climatique  Bretagne orientale et méridionale, Pays nantais, Vendée, caractérisée par une faible pluviométrie en été et une bonne insolation. 
Pour la période 1971-2000, la température annuelle moyenne est de 12,2 °C, avec une amplitude thermique annuelle de 13,5 °C. Le cumul annuel moyen de précipitations est de 852 mm, avec 12,6 jours de précipitations en janvier et 6,6 jours en juillet. Pour la période 1991-2020, la température moyenne annuelle observée sur la station météorologique de Météo-France la plus proche, sur la commune de Palluau à 3 km à vol d'oiseau, est de 12,6 °C et le cumul annuel moyen de précipitations est de 928,6 mm,. Pour l'avenir, les paramètres climatiques de la commune estimés pour 2050 selon différents scénarios d'émission de gaz à effet de serre sont consultables sur un site dédié publié par Météo-France en novembre 2022.

## Urbanisme

### Typologie
Au 1er janvier 2024, Grand'Landes est catégorisée commune rurale à habitat dispersé, selon la nouvelle grille communale de densité à sept niveaux définie par l'Insee en 2022.
Elle est située hors unité urbaine et hors attraction des villes,.

### Occupation des sols
L'occupation des sols de la commune, telle qu'elle ressort de la base de données européenne d’occupation biophysique des sols Corine Land Cover (CLC), est marquée par l'importance des territoires agricoles (76 % en 2018), en diminution par rapport à 1990 (80,8 %). La répartition détaillée en 2018 est la suivante : 
terres arables (59,2 %), forêts (19,2 %), prairies (9,2 %), zones agricoles hétérogènes (7,6 %), mines, décharges et chantiers (2,7 %), zones urbanisées (2,1 %). L'évolution de l’occupation des sols de la commune et de ses infrastructures peut être observée sur les différentes représentations cartographiques du territoire : la carte de Cassini (XVIIIe siècle), la carte d'état-major (1820-1866) et les cartes ou photos aériennes de l'IGN pour la période actuelle (1950 à aujourd'hui).

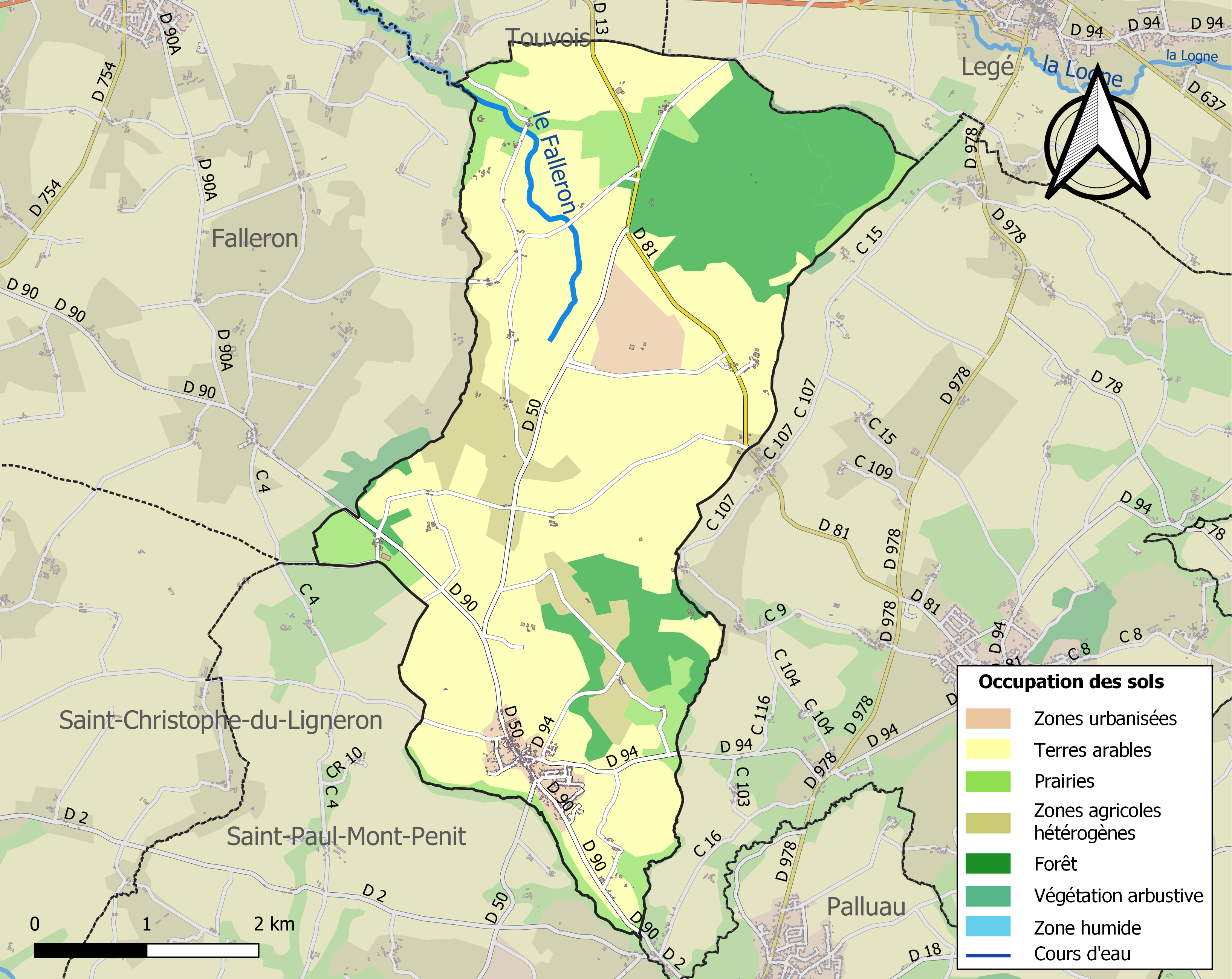
Carte des infrastructures et de l'occupation des sols de la commune en 2018 (CLC).

## Histoire
Cette paroisse fait partie de la Bretagne historique jusqu'en 1789, bien que dépendant déjà pleinement du diocèse de Luçon.
Par une loi du 18 juin 1861, une partie du territoire de la commune de Grand’Landes est attribuée à Touvois et à Legé, dans la Loire-Inférieure, occasionnant une redéfinition des frontières entre les deux départements.

## Héraldique
| Blason | Blasonnement : D'argent à un épi de blé d'or*, soutenu d'un double pampre de sinople posé en chevron renversé, chaussé du même chargé à dextre d'un cœur vendéen du champ et à senestre d'une tête de buse arrachée du même. * Il y a là non-respect de la règle de contrariété des couleurs : ces armes sont fautives (or sur argent). |

## Politique et administration

### Liste des maires
| Période                                  | Période  | Identité         | Étiquette | Qualité                                           |
| ---------------------------------------- | -------- | ---------------- | --------- | ------------------------------------------------- |
| avant 1995                               | ?        | Carmel Groisard  | DVD       |                                                   |
| mars 2001                                | En cours | Pascal Morineau, |           | professeur des écoles - Réélu en 2008, 2014, 2020 |
| Les données manquantes sont à compléter. |          |                  |           |                                                   |

## Population et société

### Démographie

#### Évolution démographique
L'évolution du nombre d'habitants est connue à travers les recensements de la population effectués dans la commune depuis 1793. Pour les communes de moins de 10 000 habitants, une enquête de recensement portant sur toute la population est réalisée tous les cinq ans, les populations de référence des années intermédiaires étant quant à elles estimées par interpolation ou extrapolation. Pour la commune, le premier recensement exhaustif entrant dans le cadre du nouveau dispositif a été réalisé en 2008.

En 2022, la commune comptait 725 habitants, en évolution de +10,18 % par rapport à 2016 (Vendée : +5,33 %, France hors Mayotte : +2,11 %).
| 1793  | 1806 | 1821  | 1831  | 1836  | 1841  | 1846  | 1851  | 1856  |
| ----- | ---- | ----- | ----- | ----- | ----- | ----- | ----- | ----- |
| 1 000 | 996  | 1 125 | 1 209 | 1 312 | 1 334 | 1 424 | 1 462 | 1 390 |

| 1861  | 1866 | 1872 | 1876 | 1881 | 1886 | 1891 | 1896 | 1901 |
| ----- | ---- | ---- | ---- | ---- | ---- | ---- | ---- | ---- |
| 1 441 | 739  | 737  | 691  | 656  | 694  | 698  | 768  | 770  |

| 1906 | 1911 | 1921 | 1926 | 1931 | 1936 | 1946 | 1954 | 1962 |
| ---- | ---- | ---- | ---- | ---- | ---- | ---- | ---- | ---- |
| 733  | 720  | 650  | 677  | 642  | 603  | 586  | 551  | 533  |

| 1968 | 1975 | 1982 | 1990 | 1999 | 2006 | 2008 | 2013 | 2018 |
| ---- | ---- | ---- | ---- | ---- | ---- | ---- | ---- | ---- |
| 480  | 398  | 375  | 407  | 381  | 454  | 472  | 605  | 681  |

| 2022 | - | - | - | - | - | - | - | - |
| ---- | - | - | - | - | - | - | - | - |
| 725  | - | - | - | - | - | - | - | - |

#### Pyramide des âges
La population de la commune est relativement jeune.
En 2018, le taux de personnes d'un âge inférieur à 30 ans s'élève à 41,5 %, soit au-dessus de la moyenne départementale (31,6 %). À l'inverse, le taux de personnes d'âge supérieur à 60 ans est de 18,2 % la même année, alors qu'il est de 31,0 % au niveau départemental.
En 2018, la commune comptait 353 hommes pour 328 femmes, soit un taux de 51,84 % d'hommes, largement supérieur au taux départemental (48,84 %).
Les pyramides des âges de la commune et du département s'établissent comme suit.
| Hommes | Classe d’âge | Femmes |
| ------ | ------------ | ------ |
| 0,3    | 90 ou +      | 0,0    |
| 4,8    | 75-89 ans    | 6,4    |
| 11,6   | 60-74 ans    | 13,4   |
| 17,6   | 45-59 ans    | 17,1   |
| 23,5   | 30-44 ans    | 22,6   |
| 15,3   | 15-29 ans    | 16,5   |
| 26,9   | 0-14 ans     | 24,1   |

| Hommes | Classe d’âge | Femmes |
| ------ | ------------ | ------ |
| 0,8    | 90 ou +      | 2,2    |
| 8,7    | 75-89 ans    | 11,1   |
| 20,3   | 60-74 ans    | 21,3   |
| 20     | 45-59 ans    | 19,4   |
| 17,5   | 30-44 ans    | 16,8   |
| 15     | 15-29 ans    | 13,2   |
| 17,7   | 0-14 ans     | 16,1   |

## Lieux et monuments
- Église Notre-Dame-de-l'Assomption ;
- Chapelle Notre-Dame-de-la-Pitié ;
- École primaire, médiathèque-garderie, parc (toboggan balançoire, tape fesse), camping.

## Personnalités liées à la commune
- Benjamin Favreau (1914-1994), compagnon de la Libération, a passé son enfance et repose à Grand'Landes.